# Chiesa di San Giuseppe (Vo')
La chiesa di San Giuseppe è la parrocchiale di Zovon, frazione di Vo', in provincia e diocesi di Padova; fa parte del vicariato dei Colli.

## Storia
Sembra che a Zovon esistesse una pieve già nell'Alto Medioevo. Questa chiesa passò alla diocesi di Padova nel 1120. Nella decima papale del 1297 si apprende che la pieve di Zovon, dedicata a san Felice, non aveva filiali. Dal resoconto della visita papale del 1572 s'apprende che la chiesa di Zovon disponeva di tre altari, del fonte battesimale, della sacrestia e di un campanile con due campane. Nel 1680 venne aggiunto un quarto altare. Nel 1733 la chiesa fu rifatta, nel 1883 fu riedificato il campanile, e, nel 1928 venne iniziato l'ampliamento della parrocchiale, che, però, non venne mai portato a termine. Nel 1953 la chiesa cambiò il titolo: da San Felice a San Giuseppe.

## Galleria d'immagini

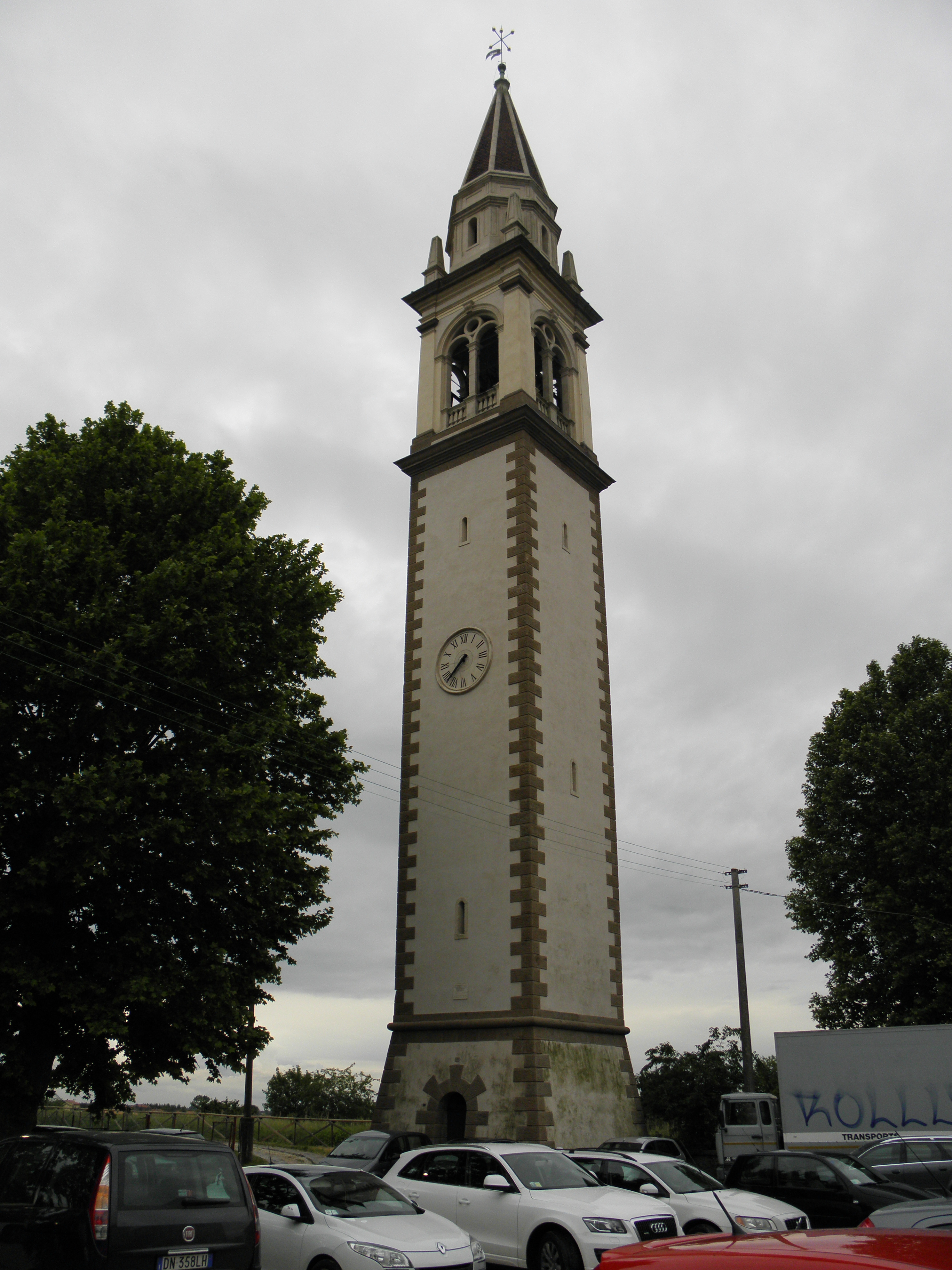
Il campanile
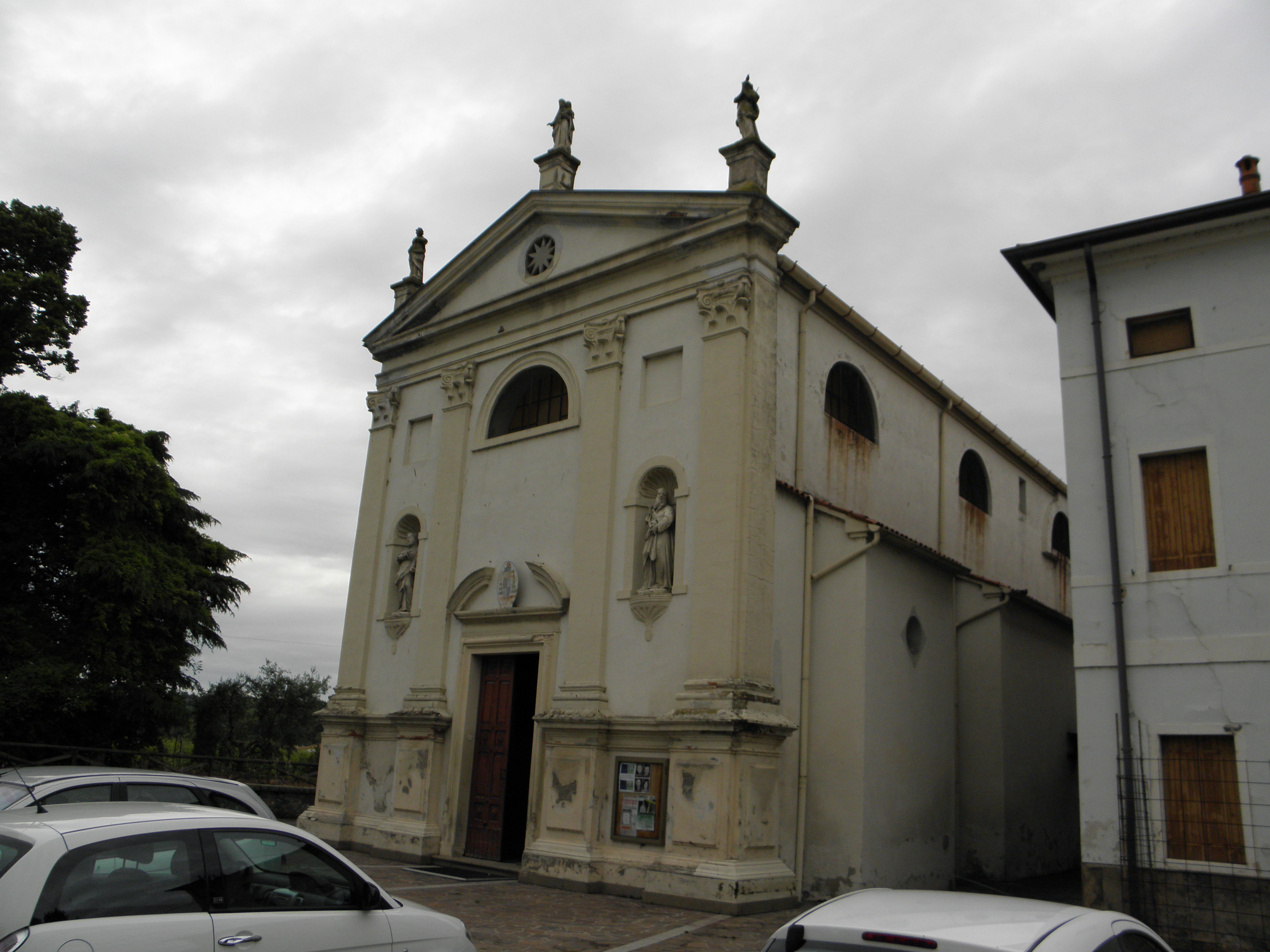
La chiesa
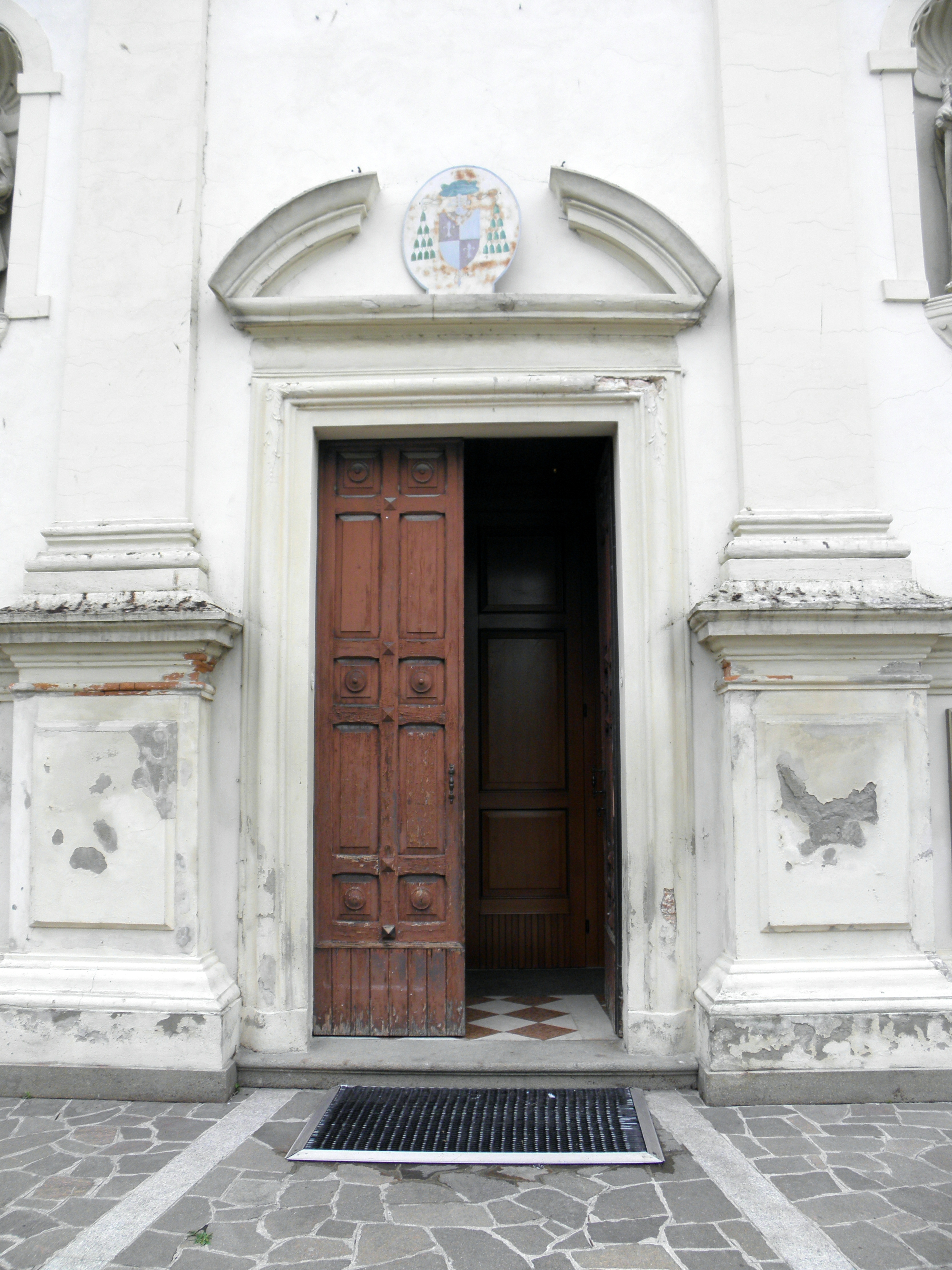
Il portale